# 海獣の霊を呼ぶ女
『海獣の霊を呼ぶ女』（The She-Creature）は1956年に公開されたアメリカ映画。モノクロSFホラー映画。AIP配給。
この映画は同じくAIPの『金星人地球を征服』との二本立てで公開された。

## あらすじ
海辺の小屋で殺人事件が起こり、現場には海草や奇妙な足跡が残されていた。
一方、催眠術師のロンバルディー博士は、輪廻転生を繰り返してきた美女アンドレアを助手として雇い、前世の記憶を催眠術で呼び起こす実験を行っていた。彼は、事件の情報を求めて彼の元を訪れた精神病医テッドに対し、犯人が太古の怪物であり、再び現れると予言する。テッドの居候先の主人チャペルは、ロンバルディーの実験で一儲けするが、アンドレアがテッドに興味を示していることに気づく。そして、アンドレアの前世の中で最も古い、両棲人類時代の霊魂である半魚人を呼び出す。半魚人はチャペルを殺した後、ロンバルディーの指示を無視して彼を殺害し、霧散する。

## キャスト
- カルロ・ロンバルディ博士 - チェスター・モリス
- ティモシー・チャペル - トム・コンウェイ
- ドロシー・チャペル（ティモシーの娘） - キャシー・ダウンズ
- アンドレア・タルボット - マーラ・イングリッシュ
- ボブ - ウィリアム・ハドソン（ビル・ハドソンとしてクレジット）
- 愛犬キング - スパイク(en:Spike (dog):ノンクレジット)
- クリーチャー - ポール・ブレイズデル（スーツアクター）

## スタッフ
- 監督：エドワード・L・カーン
- 脚本：ルー・ラソフ
- 製作：アレックス・ゴードン
- 撮影：フレデリック・E・ウェスト
- 編集：ロナルド・シンクレア
- 音楽：ロナルド・スタイン

## 制作
1952年、アメリカのアマチュア催眠術師であるモーリー・バーンスタインは、クライエントだったヴァージニア・タイという女性に逆行催眠を施したところ、彼女の前世はブライディ・マーフィーというアイルランド人だと名乗り、このいきさつを“The Search for Bridey Murphy”（邦訳：「第二の記憶：前世を語る女ブライディ・マーフィ」、光文社刊）に著わした。ベストセラーとなった同署を、ジェリー・エドモンド（原案とクレジットされる）は映画の題材としてAPIに紹介し、AIPは、プロデューサーサミュエル・Z・アーコフの義理の弟であるルー・ラソフに脚本の執筆を依頼した。
監督であるエドワード・L・カーンは、旧友であったエドワード・アーノルドを主演に迎え、催眠術師役にはピーター・ローレをキャスティングしたものの、アーノルドが撮影直前に死亡し、ローレは脚本のあまりの拙さに憤慨し降板、無断でキャスティングしたエージェントを解雇するなど混乱を極めたが、最終的にはチェスター・モリスとトム・コンウェイが演じることとなった。

## 海獣
この映画のクリーチャー造形は、視覚効果アーティストのポール・ブレイズデルが手掛けたものであり、女性らしく胸を強調したスーツは彼の最高の仕事の一つだと考えられている。
またブレイズデルは。彼が手掛けた他の作品同様に、スーツアクターとしてクリーチャーを演じた。撮影中、ドアがベニヤ板で補強されているにもかかわらず、監督にそれを突き破るよう命じられ危うく怪我を負いそうになったり、ビーチから上陸するシーンでは、スーツに浸水し陸に上がることが出来なくなった（さらにこのシーンの大部分は完成した映画からは削除されている。
映画の完成後、AIPはプロモーションのためにロサンゼルスのいくつかのトークショーにこのクリーチャーを出演させたが、ブレイズデルが疲れ果てていたため、テレビ局のスタッフが中に入った。
このクリーチャーのスーツは、少なくとも２本の映画に流用されている。『女黄金鬼』en:Voodoo Womanと、en:Ghost of Dragstrip Hollowである。

## リメイク
1967年に同じくAIPによって『悪魔の呪い』en:Creature of Destructionが、カラー、テレビ用として製作されたが、クレジットには明記されていない。監督は、本作の同時上映だった『金星人地球を征服』のリメイク版である『金星怪人ゾンターの襲撃』en:Zontar, the Thing from Venusを撮ったラリー・ブキャナン。クリーチャーのマスクは同監督の他作品から流用したものにピンポン玉を付けたような不格好なものであった。

## 日本公開
日本では長らく劇場未公開でありテレビ放映のみであったが、1994年に、『SF・特撮・モンスター／シネマ秘蔵版大全』と題した特集上映で、他のAIP作品と共に劇場公開された。
- 1985年ににっかつビデオよりVHSおよびβ版のビデオソフトが発売[11]
- 2016年にランコーポーレーションより激安DVDとして発売

なお、本項目名となる邦題は、テレビ放映時のタイトルおよびそれに準拠したと思われるDVDタイトルを基にした。これ以外に『女性の怪物 海獣の霊を呼ぶ女』とするものもある。